# Hartlaubgewächse
Hartlaubgewächse – wissenschaftlich Sklerophylle – sind immergrüne Bäume und Sträucher, deren Blätter an periodische Trockenzeiten angepasst sind.
Um sich vor zu hoher Verdunstung zu schützen, besitzen sie lederartige, saftarme, eingerollte oder nadelförmige und meist kleine Blätter, welche steif und ziemlich langlebig sowie häufig mit einer Wachsschicht überzogen sind. Zudem enthalten sie oft ätherische Öle oder sind teilweise behaart. Bei Wassermangel können die Blätter aktiv ihre Poren verschließen, um die Verdunstung noch mehr zu minimieren.
Weitere typische Merkmale, die durch die häufigen Brände in Trockengebieten entstanden sind, ist eine dicke, relativ hitzebeständige Borke, ein Schutz der Knospen und generell eine hohe Regenerationsfähigkeit der Pflanzen.
Diese Gehölze kommen in Gebieten mit heißen, trockenen Sommern vor, z. B. im Mittelmeergebiet. Zu ihnen gehören Myrten, Pistazien, Rosmarin, Baumheide, Lorbeer, Oliven und Korkeichen. In ihrer Gesamtheit (ausgenommen Korkeichen) sind sie größtenteils in der Macchie (deutsch: „Dickicht, Gebüsch“) zu finden, eine degenerierte Gebüschformation der Hartlaubvegetationszone. Eine bekannte Ausnahme bildet die europäische Stechpalme des kühlgemäßigten Klimas Mitteleuropas.
Die Hartlaubgewächse haben, abhängig von ihrer Art, ein großes Wurzelsystem (Ausdehnung: 6–12 Meter), welches zur Aufnahme von genügend Nährstoffen aus dem nährstoffarmen Boden dient.